# Михайло-Архангельская церковь (Архангельское)
Михайло-Архангельская церковь — утраченный православный храм в селе Архангельское Чердаклинского района Ульяновской области.

## История
Каменная Михайло-Архангельская церковь была построена помещиками села Архангельское предположительно в середине XVIII в. Церковь имела три престола: Архангела Михаила (холодный); Иоанна Крестителя (тёплый); Великомученицы Екатерины (тёплый). С 1839 года ей принадлежали 30 десятин (32,8 га) пашенной и 44 десятины (48,1 га) сенокосной земли.
В 1904 году для священно- и церковнослужителей, тщанием прихожан и с помощью господ Наумовых, были построены новые деревянные дома. Кроме того, у храма находился дом для сторожей и просфорни. По состоянию на 1910 год в библиотеке хранилось 99 томов, предназначенных для чтения. Земско-общественная школа в Архангельском была учреждена в 1878 году, а церковно-приходская школа — в 1894, размещалась в доме помещицы Н. Наумовой, которая выделяла на неё 90 рублей в год (также 60 рублей отпускала церковь).
В советское время церковь проработала до 1937 года. В ней разместили хранилище для зерна. Перед затоплением, в 1954—1955 гг., Михайло-Архангельский храм разобрали.
В конце августа 2014 г. в рамках проекта «Культурное наследие зон затопления Куйбышевской и Саратовской ГЭС на территории Ульяновской области» состоялась подводная экспедиция по исследованию дна в местах затопленных сёл Архангельское и Ботьма.

## Архитектура
Храм стоял в центре села. Церковь выполнена в стиле «классицизм». К основному объёму здания примыкает трапезная с трёхъярусной колокольней и полуциркульная апсида алтаря. На четверик основного здания опирается световой восьмерик барабана с куполом. Завершением храма является небольшой восьмерик с главкой-луковицей, увенчанной крестом. Площадь трапезной намного превосходит площадь храма. Основание колокольни — четверик. На втором ярусе размещена икона. Третий ярус является ярусом звона. Завершение колокольни — купол с главкой-луковицей, увенчанной крестом. Оконные проёмы — прямоугольные, обрамлённые наличниками.

## Причт
- Должность протоиерея исполнял Фёдор Степанович Троицкий (с 14 октября 1818 г., его перевели из Вознесенской церкви Симбирска),
- Диаконом с 1845 г. являлся Иосиф Иванович Березниковский, прибывший из Богоявленского храма Старая Майна.
- Должность дьячка с 1843 г. занимал Ефим Иванович Соколов, пономаря — Егор Васильевич Рождественский (с 1842 г.).
- в церкви был и второй священник — Алексей Николаев Филантропов, в отличие от протоиерея и диакона не получавший жалование от помещиков (он отвечал за прихожан в части села, принадлежащей А. П. Наумову, а Ф. С. Троицкий — Ю. С. Хованскому). В 1828 г. он стал диаконом, а в 1845 г. рукоположен в священника данного храма.
- дьячок Василий Семёнович Бельский (с 1845 г.) и пономарь Иван Петрович Гончаров (с 1843 г.).
- В 1860-е гг. старший священник Николай Лозанов.
- младший священник Иван Апраксин и диакон Василий Горностаев (на 1864).
- Должность диакона с 1900 г. занимал Терентий Фёдорович Аллелов, имевший звание учителя начального училища и преподававший в сельской церковно-приходской школе. Диаконом на вакансии псаломщика с 1888 г. являлся Стефан Сосипатрович Хлебников.
- Церковным старостой являлся симбирский мещанин Стефан Алексеев Гаврилюк (с 1902 г.).
- с 1907 до 1930 г. священником был Гавриил Симеонович Кархалёв, с 1935 г. в Богоявленском храме Старой Майны (репрессирован).
- Псаломщиком с 1907 по 1910 год был Иван Силович Мидцев, переведённый из Никольской церкви села Ботьма.
- В 1934—1937 гг. священником Михайло-Архангельской церкви являлся Евгений Петрович Чирков (репрессирован)[2].